# Bajorok

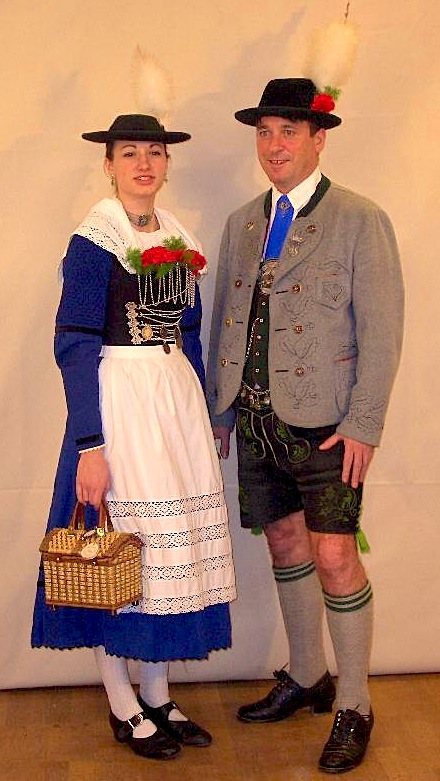
Bajor népviselet

A bajorok (másként bajuwárok vagy baiuwárok) a mai németországbeli Bajorországban, Ausztriában és Dél-Tirolban élő német nyelvű népcsoport.

## Etnogenezis
A mai bajor nép etnogenezise a népvándorláskori kelta maradványok és egyes germán törzsek összeolvadásán alapul.
Az ókorban az Alpok és a Duna völgye közötti Sváb-Bajor-medencében a kelta hallstatti kultúra helyét átvették a rómaiak elől északra vándorló boiok. Egyes feltételezések szerint tőlük ered a „bajor” népnév. Később a területet a narisciak uralták, akik i. sz. 534 körül Burgundiába települtek át.
Valószínűleg i. sz. 400 körül telepedett meg a névadóként valószínűsített az úgynevezett Friedenhain–Prestovice-kultúrához tartozó népcsoport a Duna mentén, a mai Passau és Neuburg an der Donau között.
Történelemtudósok fontosnak tartják Theuderich keleti gót király olaszországi uralkodását (493–526). Ő ugyanis 506-ban megnyitotta a Római Birodalom határait északon a frankok által legyőzött alemannok számára. Feladatukká tette ugyanakkor, hogy védjék a frankok ellen a türingekkel egyetemben a birodalom határát. Az alemannok erre letelepültek Raetia és Noricum provinciákban. Mint régészeti leletek bizonyítják az alemannok az idő előrehaladtával bizonyos hányadban a bajor népcsoport részévé váltak. A Lech folyó csak az idők folyamán vált a dialektusok határává. (Érdemes megjegyezni, hogy a német nyelvű Wikipédia itt nyelvhatárokról beszél.) 500 után olvadtak be a bajorokba mai Csehország területéről elvándorló markomannok.